# Maria Josepa Massanés i Dalmau
Maria Josepa Massanés i Dalmau   (Tarragona, 19 de març de 1811 - Barcelona, 1 de juliol de 1887) fou una escriptora i poeta catalana.

## Biografia

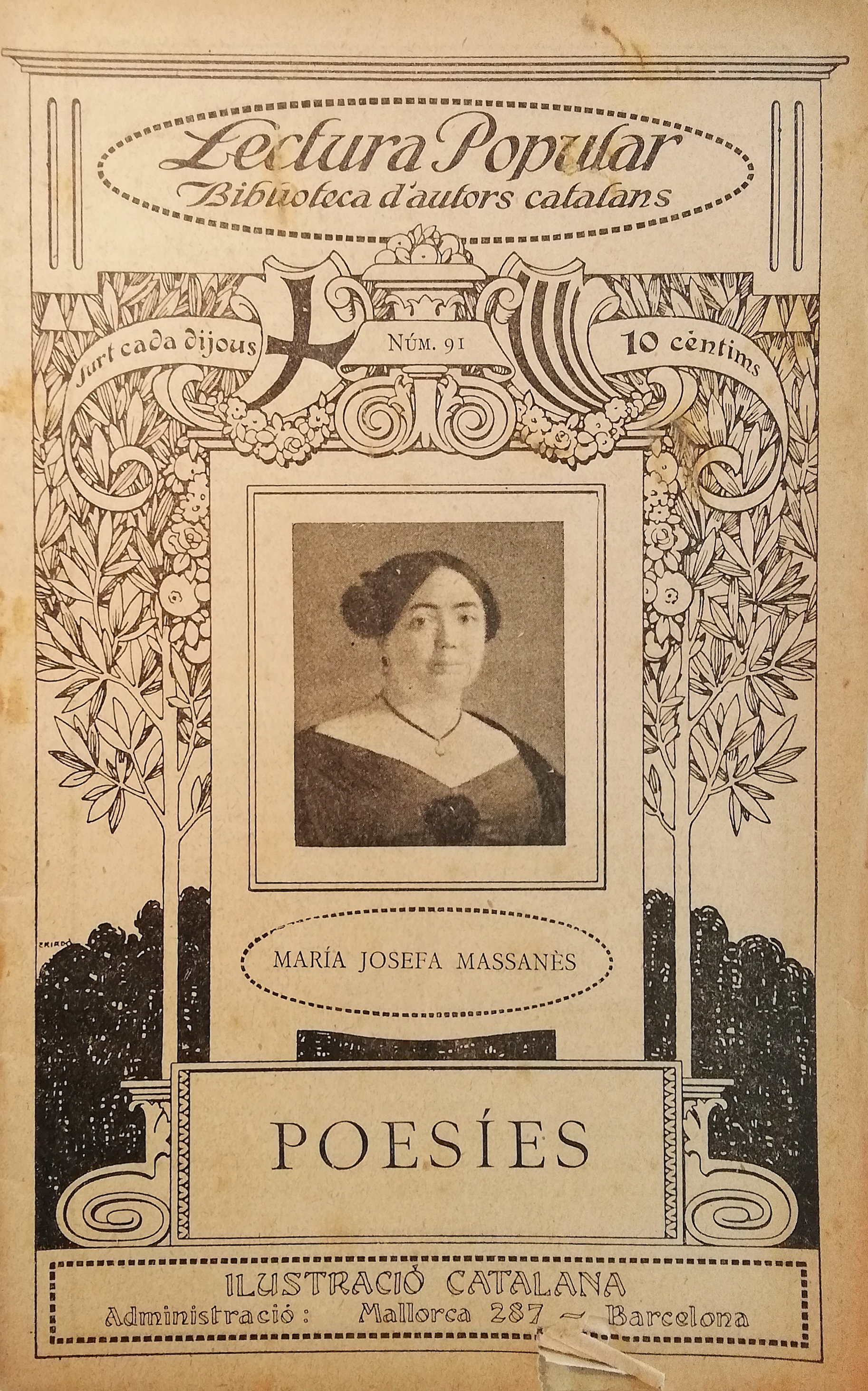
Recull de poesies de Maria Josepa Massanés publicades a Barcelona dins la col·lecció Lectura Popular Biblioteca d'autors catalans de la Il·lustració Catalana cap a l'any 1915

Maria Josepa Massanés es quedà òrfena de mare, Antònia Dalmau i Magnifich, natural de Tarragona, quan comptava cinc anys; quedà a càrrec del seu pare, Josep Massanès i Mestres, coronel d'enginyers. Com que son pare era partidari del bàndol liberal acabà sent condemnat a mort; aconseguí lliurar-se de la pena capital sent desterrat, cosa que feu que Maria Josepa hagués de ser acollida pels seus avis paterns a Barcelona.
Durant el temps que convisqué amb els avis, Baltasar Massanés i Josepa Mestres, naturals de Barcelona, va rebre l'educació típica de les dones de la seua classe social (encara que podem assegurar que dominava, a més del català i el castellà, el llatí, l'italià i el francès, cosa que suposa una gran base cultural), però aconseguí imposar-se en l'àmbit de la realització personal. Aquest fet, unit als problemes que li ocasionaren els senyals de cremades en mans i braços, i al fet d'haver de guanyar-se la vida treballant de brodadora, feren que es convertís en una defensora dels drets de la dona; així, es pot considerar feminista en una època en què aquest moviment era pràcticament inexistent.
El 1832 s'esdevé el retorn de son pare a conseqüència de l'amnistia que s'esdevingué en un moment de certa normalització política del país, coincidint amb el sorgiment del moviment romàntic.
Tractà diferents temes socials i feministes que li donaren certa popularitat, i publicà als diaris La Religión, El Vapor, La Guardia Nacional. Els seus primers escrits, els feu en castellà.
El seu conegut poema "El beso" fou publicat el 1837 i es traduí ràpidament a l'anglès, idioma en què tingué una gran acollida: s'arribà a recomanar per a ús escolar en alguns estats nord-americans. Es tracta d'un poema en què el tema central és l'amor matern, i presenta certes connotacions personals. La traducció al català, la féu la mateixa autora alguns anys després de la seua publicació en castellà.
El 1841 publica el seu primer llibre, Poesías, que es pot considerar una antologia poètica, i s'hi recullen tots els treballs publicats en premsa fins aquest moment. Entre els poemes que conté cal destacar "Romance", en què ridiculitza i satiritza la poesia romàntica, raó per la qual s'ha considerat que Massanés no arribà a integrar-se en el romanticisme.
Com a conseqüència del seu matrimoni amb un capità d'infanteria el 1843 comença una nova etapa de la seua vida, amb constants canvis de residència segons els destins que rebia el marit. Durant una estada a Madrid coneix l'ambient literari i les tertúlies, hi participa i assoleix un gran prestigi. Es feu amiga de Carolina Coronado i escriví poemes plens de sentiments d'amor filial i d'una gran enyorança de Catalunya, com foren “Una hora de meditación junto al arco de Bará” i “Oh, padre mío!”.
Retorna a Barcelona l'any 1846 i entra en contacte amb publicacions impulsades per Milà i Fontanals, Antoni de Bofarull i Rubió i Ors, i es produeix d'aquesta manera el seu primer acostament a la Renaixença, el qual es va veure interromput per un nou canvi de destí del seu marit, que la feu residir a les contrades rurals de Catalunya. És aleshores quan escriu Ana, madre de Samuel, basat en lectures bíbliques que l'arquebisbe francès Darboy inclogué en l'obra Las mujeres de la Biblia; l'escrit està datat al 1848 a Calaf.
A partir d'aquest moment començà a escriure en català i es considera que Maria Josep Massanés fou la primera dona que escrigué poesia moderna en català; així, el 1858 ja devia tenir una considerable producció en català, ja que Antoni Bofarull la inclogué en l'antologia Los trobadors nous, amb dos poemesː «Als meus estimats fills adoptius. La flor del cel» i «Lo postrer consol» i l'anys següent, Víctor Balaguer en Los trobadors moderns, amb els poemes «Les dones catalanes» i «La creu del terme». D'entre el conjunt dels seus poemes destaquen La roja barretina catalana i La batuda de les olives. Participà en els Jocs Florals de Barcelona, en què fou nomenada reina dels Jocs Florals per Jeroni Rosselló l'any 1862, i l'any 1864 aconseguí una menció pel poema Creure és viure, de caràcter misticoreligiós. El 1879 publicà l'últim llibre, Respirall. Pòstumament es publicà Poesies, antologia de tota la seua producció en català.
Morí el 1887 a Vallcarca. La seua biblioteca passà a formar part del Museu Balaguer de Vilanova i la Geltrú. És enterrada al cementiri del Poblenou (Dep. I, nínxol exterior 210, illa 2a).
Dolors Monserdà, amb qui mantingué amistat, escriví una biografia sobre ella en ocasió que el seu retrat, obra de la pintora Lluïsa Vidal, fos penjat a la Galeria de Catalans Il·lustres.